# Gabriel-Opportune Rampillon
Gabriel-Opportune Rampillon est un magistrat et homme politique français né le 22 avril 1751 à Poitiers où il est mort le 27 février 1814.

## Biographie
Il fait son droit à Poitiers, est reçu juge au présidial de cette ville, après la démission de Brumaud de Beauregard, le 27 juin 1776, et devient, avant la Révolution, conseiller au présidial. 
Le 7 septembre 1790, il est élu juge au tribunal de district de Poitiers, puis, le 11 novembre 1792, accusateur public par le tribunal criminel de la Vienne ; mais il est destitué, le 5 avril 1793, par un décret de la Convention, pour avoir favorisé des rebelles dans l'application de la loi. 
Nommé juge au tribunal de Poitiers en l'an III, il est élu député de la Vienne au Conseil des Cinq-Cents le 23 germinal an V.
Il continue de remplir ses fonctions de juge au tribunal de Poitiers jusqu'au 4 nivôse au VIII, ayant été choisi, à cette date, par le Sénat conservateur, comme député de la Vienne au Corps législatif, où il siège jusqu'en 1805. 
Juge au tribunal d'appel de Poitiers en 1812, il échange ce titre, lors de la réorganisation des cours, contre celui de conseiller à la cour impériale de Poitiers le 19 mai 1811, et remplit ces fonctions jusqu'en 1813, date probable de sa mort.

## Sources
- « Gabriel-Opportune Rampillon », dans Adolphe Robert et Gaston Cougny, Dictionnaire des parlementaires français, Edgar Bourloton, 1889-1891 [détail de l’édition]